# Mały Kozi Wierch
Der Mały Kozi Wierch (deutsch Kleiner Gemsenberg) ist ein Berg in der Hohen Tatra mit einer Höhe von 2228 m n.p.m.und liegt in Polen. Über seinen Gipfel führt der Höhenweg Orla Perć (Adlerweg).

## Lage und Umgebung
Unterhalb des Gipfels liegen drei Täler, die Dolina pod Kołem (Kegelkar) im Osten, die Dolina Pusta im Westen und Dolina Czarna Gąsienicowa. 
Vom Gipfel der Kołowa Czuba wird der Kleine Gemsenberg durch den Bergpass Kegelsattel (Przełęcz Schodki) getrennt, von dem westlich gelegenen Gipfel Unterer Seealmturm (Zawratowa Turnia) durch die Riegelscharte (Zawrat) und vom Gipfel Ödkarturm (Zamarła Turnia) durch die Ödkarscharte. Dazwischen befinden sich die Gipfel der Gefrorenen Zacken (Zmarzłe Czuby).

## Etymologie
Der polnische Name Mały Kozi Wierch leitet sich von dem nahe gelegenen Kozi Wierch ab und bedeutet Kleiner Gämsenberg.

## Tourismus

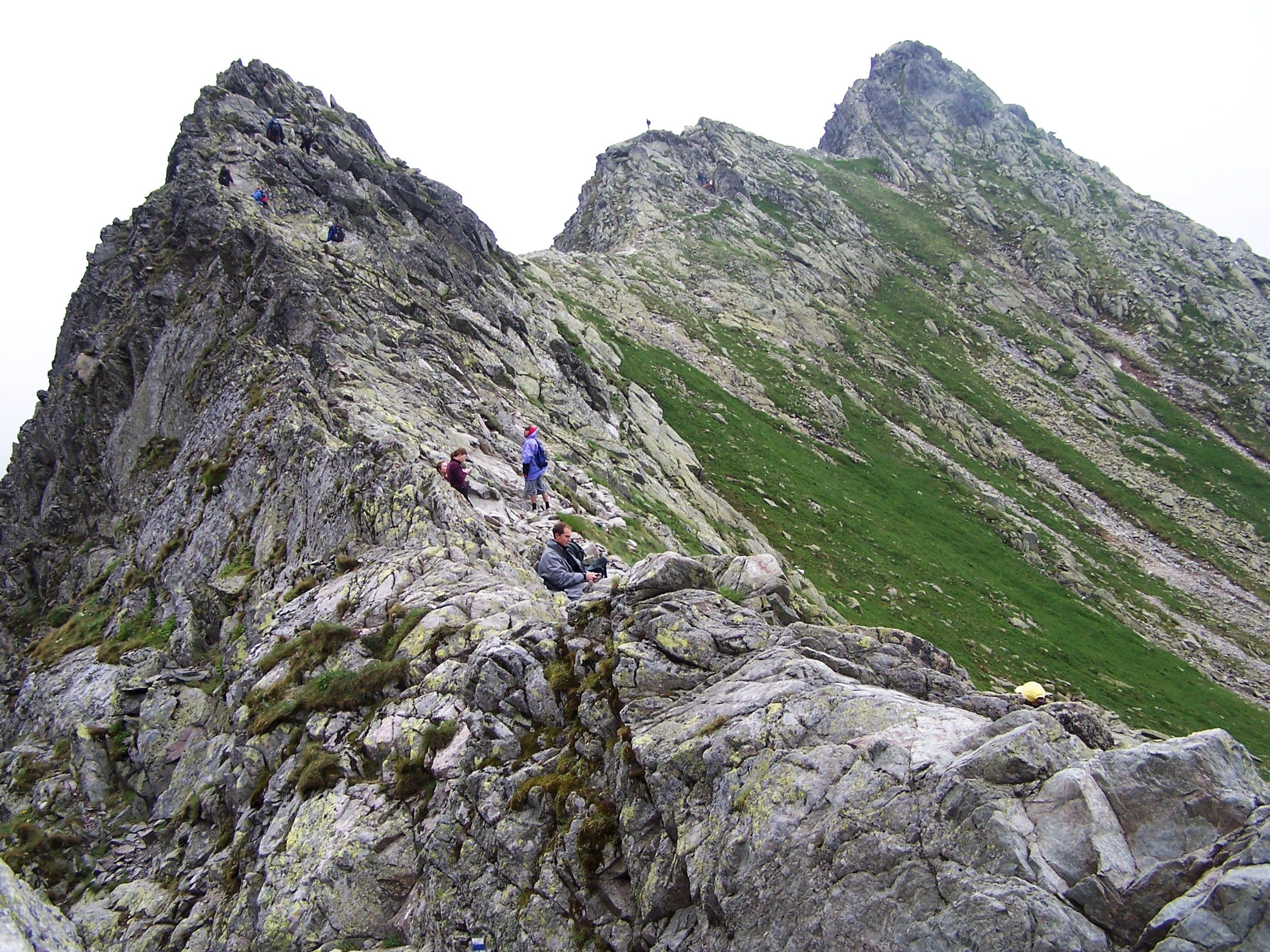
Blick vom Höhenweg Orla Perć

Wanderer, die sich auf den Höhenweg Orla Perć wagen, müssen über den Gipfel gehen, der am Anfang des Wegs liegt. 

### Routen zum Gipfel
Auf den Gipfel führt ein Höhenweg: 
- ▬ Der rot markierte Höhenweg Orla Perć vom Bergpass Zawrat über den Gipfel auf den Bergpass Krzyżne. Als Ausgangspunkt für eine Besteigung des Höhenwegs eignen sich die Berghütten Schronisko PTTK Murowaniec sowie Schronisko PTTK w Dolinie Pięciu Stawów Polskich.

## Belege
- Zofia Radwańska-Paryska, Witold Henryk Paryski, Wielka encyklopedia tatrzańska, Poronin, Wyd. Górskie, 2004, ISBN 83-7104-009-1.
- Tatry Wysokie słowackie i polskie. Mapa turystyczna 1:25.000, Warszawa, 2005/06, Polkart ISBN 83-87873-26-8.